# Кабанов, Андрей Анатольевич
Андре́й Анато́льевич Каба́нов (род. 2 марта 1977 года) — нападающий и играющий главный тренер сборной Белоруссии по хоккею с мячом.

## Карьера
Игровая карьера Андрея Кабанова началась в родном Ульяновске.
| Сезон                   | Клуб               | Дивизион    | Игр | Голов |
| ----------------------- | ------------------ | ----------- | --- | ----- |
| 1997/1998               | «Волга»            | высшая лига | 9   | 2     |
| 1998/1999               | «Волга»            | высшая лига | 9   | 0     |
| 1999/2000               | «Локомотив»        | высшая лига | 26  | 9     |
| 2000/2001               | «Волга»            | высшая лига | 5   | 0     |
| 2005/2006               | «АМНГР»            | высшая лига | 20  | 11    |
| 2006/2007               | «Волга»            | высшая лига | 7   | 1     |
| 2007/2008               | «Динамо-Строитель» | высшая лига | 10  | 4     |
| 2009/2010 (первая лига) | «Универсал»        | первая лига | 23  | 58    |
| 2010/2011 (первая лига) | «Вымпел»           | первая лига | 21  | 28    |
| 2011/2012 (высшая лига) | «Универсал»        | высшая лига | 23  | 44    |
| 2012/2013 (высшая лига) | «Универсал»        | высшая лига | 38  | 99    |
| 2013/2014 (высшая лига) | «Локомотив»        | высшая лига | 12  | 34    |
| 2014/2015 (высшая лига) | «Локомотив»        | высшая лига | 25  | 37    |

Приглашался в сборную Белоруссии. На чемпионате мира 2015 года стал лучшим бомбардиром.